# Unsplash
Unsplash ist eine internationale Website für Fotos, die von ihren Urhebern der Online-Community zur kostenlosen Verwendung zur Verfügung gestellt werden.
Unsplash ist eine führende Quelle für Bilder im Internet geworden und ist die am schnellsten wachsende. Über die eigene Programmierschnittstelle (API) greifen über 1200 Web-Apps auf den Bilderbestand zu, der mittlerweile auch historische Fotos umfasst.

## Geschichte
Unsplash wurde im Mai 2013 als Tumblr-Blog mit 10 Bildern gegründet, die von einem Foto-Auftrag für die Webseite von Crew, dem damaligen Start-up-Unternehmen der Gründer, übriggeblieben waren und unter der CC0-Lizenz zum Download angeboten wurden. Die Resonanz darauf trug wesentlich zum Weiterbestehen des Startups bei. Anfangs lautete der Claim „alle 10 Tage 10 neue hochaufgelöste Fotos“ und am 14. September 2014 erfolgte mit den bis dahin 776 Bildern der Umzug von Tumblr auf eine eigene Domain. Im Januar 2015 wurde eine Suchfunktion eingeführt und im Mai desselben Jahres – zwei Jahre nach Gründung – war die Anzahl der Fotografen auf 8000 und die der Downloads auf 30 Millionen angewachsen. Drei Monate später fand die erste Eventkooperation mit Apple Stores statt und eine  Programmierschnittstelle (API) wurde vorgestellt. 2016 warb Apple mit Bildern von Unsplash-Fotografen und Unsplash wurde für Apple TV verfügbar.
Im Januar 2017 erfolgte die Gründung der Unsplash Inc. und Loslösung von Crew. Im Juni 2017 wechselte man von der CC0-Lizenz zu einer eigenen Unsplash-Lizenz. Ob sich die Bilder damit noch für Open Educational Resources (freie Lehrmittel) eignen, wird teilweise verneint. Als Begründung wurde angegeben, Nachahmern den Wind aus den Segeln nehmen zu wollen.
2018 wurde die App für iOS vorgestellt und das heutige Logo eingeführt. Juli 2019 begann man im Rahmen von Unsplash for Education eine Kooperation mit der New York Public Library, die seitdem unter ihrem Unsplash-Benutzerkonto historisch bedeutsame Fotos veröffentlicht.
Im März 2021 wurde Unsplash von Getty Images erworben. Der Kaufpreis wurde nicht bekanntgegeben.

## Lizenz
Die vor dem 5. Januar 2017 veröffentlichten Bilder wurden unter der CC0-Lizenz in Umlauf gebracht, allerdings gibt es bei den einzelnen Fotos keinen Hinweis darauf. Die seit Februar 2018 geltende Lizenz erlaubt eine weitgehende, auch kommerzielle Nutzung (z. B. in Werbeanzeigen) ohne Namensnennung, ausgenommen ist jedoch der bloße Weiterverkauf ohne das Hinzufügen eigener schöpferischer Leistungen oder Elemente und der Verkauf von mit solchen unveränderten Fotos bedruckten Produkten wie Postern oder Objekten (Tassen, Kleidung usw.); ebenfalls nicht gestattet ist der Aufbau einer eigenen Bilddatenbank oder eines ähnlichen Services aus den heruntergeladenen Bildern. Das Vorliegen eines Modelvertrags wird nicht überprüft, daher schließt die Lizenz das Verwenden von Personenfotos nicht ein; Gleiches gilt für abgebildete Markenlogos und Kunstwerke.